# Фільтрація в гірських породах
Фільтрація в гірських породах — рух рідини (води, нафти) чи газу (повітря, природного газу) крізь пористе чи тріщинувате середовище гірських порід.
Рух природних флюїдів (нафти, газу, підземних вод) у гірських породах відбувається або внаслідок природних процесів (напр., міграція вуглеводнів), або внаслідок діяльності людини, пов'язаної з видобуванням корисних копалин та експлуатацією гідротехнічних споруд. Теорія Фільтрації, що вивчає закономірності такого руху, складає особливий розділ механіки суцільного середовища — гідрогазодинаміку підземну.
Теоретичною основою розробки нафтових, газових і газоконденсатних родов. є нафтогазова підземна гідромеханіка, що вивчає рух флюїдів у проникних товщах осадових гірських порід. Осн. співвідношення теорії фільтрації — закон фільтрації — встановлює зв'язок між швидкістю фільтрації (або витратами) і ґрадієнтом тиску, який спричиняє фільтраційний рух. Найбільш поширеним у звичайних умовах законом Ф. є лінійний закон Дарсі. Якщо рух підземних вод відбувається в крупних пустотах порід, то він стає турбулентним i підпорядковеється нелінійному закону фільтрації, який виражається рівнянням Шезі – Краснопольського.
Фільтраційна здатність гірських порід у природних умовах залежить від їх літологічного складу, фізичних властивостей, товщини порід-колекторів та порід-покривів. Фільтрація води можлива лише у водопроникних породах. Сильно вологоємні породи (торф, деякі глини) всмоктують воду і погано її віддають. Процес фільтрації має велике значення при формуванні нафтогазових та газоконденсатних покладів і родовищ (вертикальна та латеральна міграція), а також при розробці та експлуатації вуглеводневих накопичень (рух рідини та газів до вибою свердловини і по останніх на поверхню).
Для дослідження руху рідин в гірських породах використовують прилад Дарсі.